# 幕張パーキングエリア
幕張パーキングエリア（まくはりパーキングエリア）は、千葉県千葉市花見川区の京葉道路上にあるパーキングエリア。

## 概要
2008年にエリア拡張と施設リニューアル工事が行われ、NEXCO東日本の休憩施設の新形態であるPasarを冠した「Pasar幕張」（ぱさーるまくはり）となっている。下り線側は2008年3月20日に、上り線側は同年7月30日にリニューアルオープンした。施設面積ではそれまでの施設から上り線・1.7倍、下り線・2倍に拡張された。
また、一般道からもアクセスできるよう専用出入口が設けられている。ただし、この出入口は夜20時から翌朝6時まで上下線とも閉鎖される。
京葉JCT工事に伴って鬼高PAが2012年に廃止されたため、当PAが京葉道路で唯一の休憩所となっていたが、新たに京葉市川PA（下り線のみ）が2018年4月24日に供用開始されている。ただし、上り線では唯一の休憩所となっている（なお、上り線側の京葉市川PAについても船橋TB〜原木IC間で事業中である）。
京葉道路の無料通行可能区間（幕張IC⇔武石IC）の間にあるため、料金所を通らずに、幕張PAへ無料で訪れることも可能である。

## 施設

### 上り線（東京方面）
- 管理：ネクスコ東日本エリアトラクト[3]
- 駐車場[4]
  - 大型 54台
  - 小型 238台
- トイレ[4]

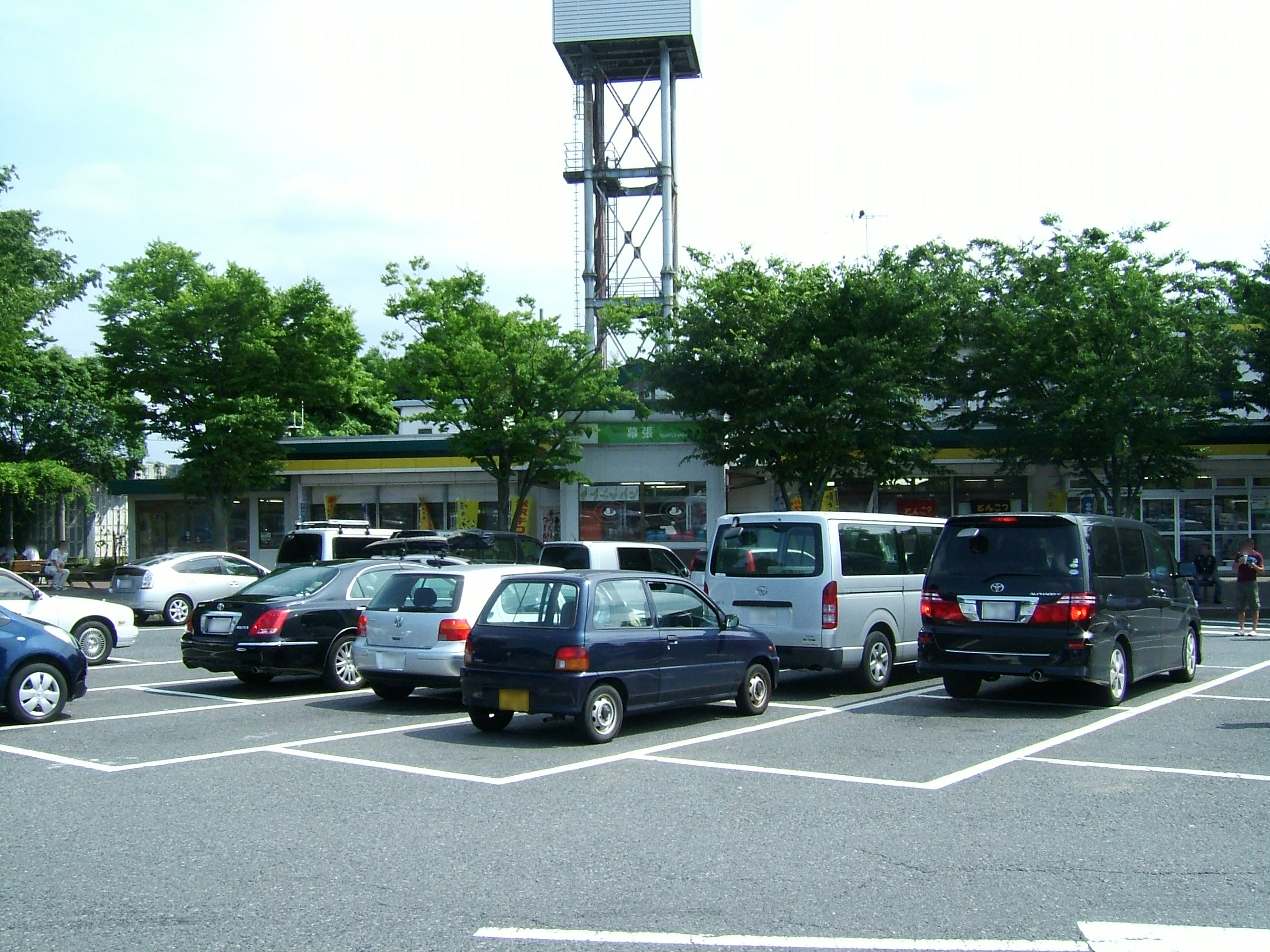
幕張パーキングエリア
（上り線側・Pasar幕張建設工事着手前）

  - 男性 大24（和式5・洋式19）・小19
  - 女性 19（和式4・洋式15）
    - 同伴の男児用 1

  - 車椅子用 1
- 軽食・カフェ・レストラン[4]
  - 肉麺『右衛門』 （6:00 - 22:00）
  - マクドナルド（24時間）
  - リンガーハット（11:00 - 22:00）
  - 館山 佐藤商店『完熟バナナジュース』（11:00 - 22:00）
  - 一所懸命『肉丼の星』（11:00 - 22:00）
  - 下総タンタンメン『白浜軒』（11:00 - 22:00）
  - 天丼と海鮮丼『波止場食堂』（11:00 - 22:00）
  - 揚げたて とんかつ『満点カレー』（11:00 - 22:00）
  - Bread's Plus（7:00 - 21:00）

- ショップ 旬撰倶楽部（7:00 - 22:00）[4]
- ファミリーマート（24時間）[4]
  - ATM（イーネット、セブン銀行）[4]
- 無重力マッサージ（6:00 - 21:30）[5]
- ベビーコーナー
- ハイウェイ情報ターミナル

### 下り線（千葉方面）
- 管理：ネクスコ東日本エリアトラクト[3]
- 駐車場[6]
  - 大型 82台
  - 小型 186台
- トイレ
  - 男性 大9（和式1・洋式8）・小24
  - 女性 46（和式10・洋式36）
    - 同伴の男児用 2

  - 車椅子用 2

- 軽食・カフェ・レストラン[6]

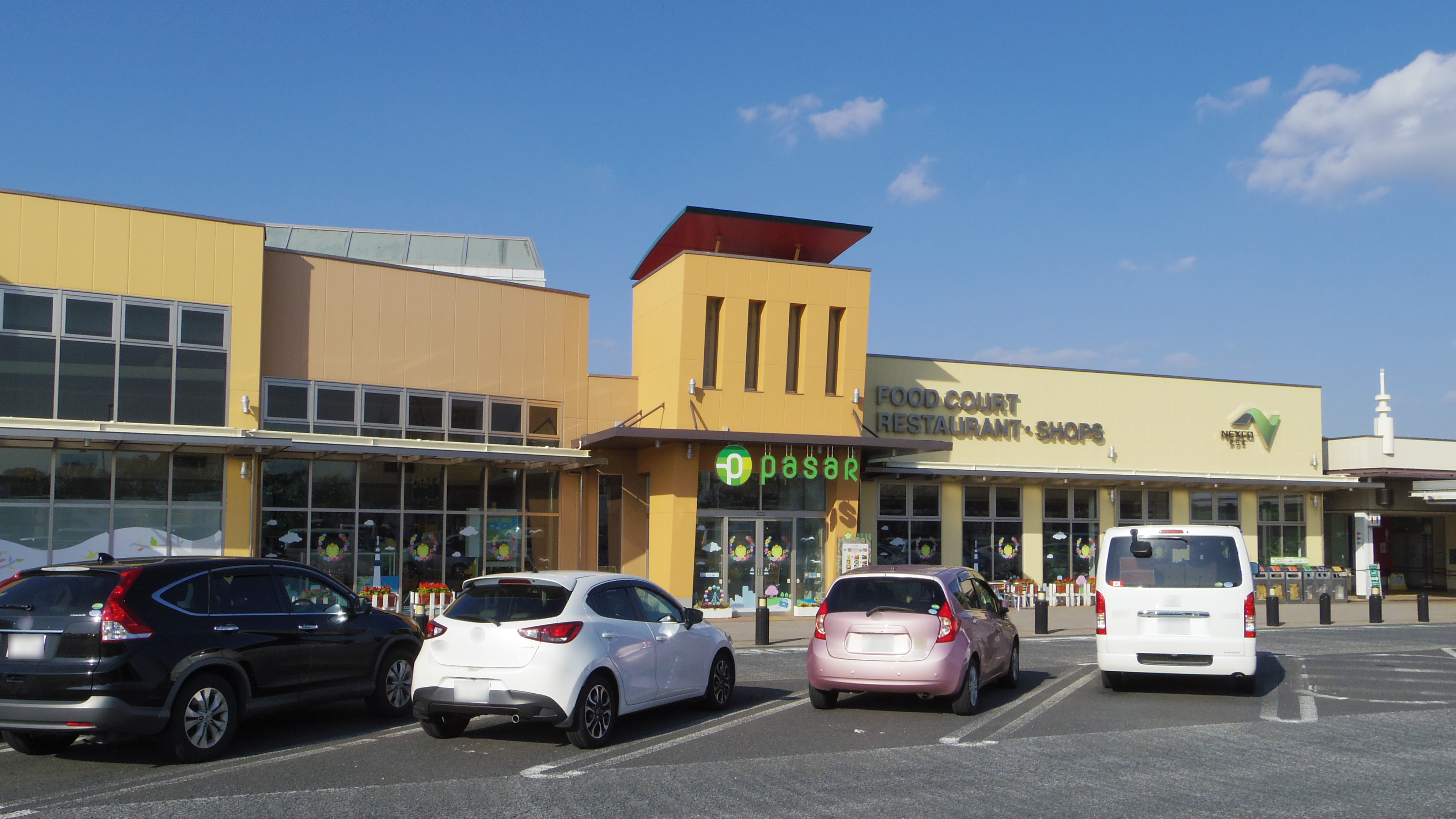
下り線側の施設

  - マタイッコタベタイカフェ（平日9:00 - 21:00  /土日祝8:00 - 21:00）
  - 崎陽軒（平日9:00 - 21:00 / 土日祝8:00 - 21:00）
  - 鳥麻（平日9:00 - 21:00 / 土日祝8:00 - 21:00）
  - 柿安 柿次郎（平日9:00 - 21:00 / 土日祝8:00 - 21:00）
  - ごっつええ本舗（11:00 - 21:00）
  - 房州濱乃屋（11:00 - 21:30）
  - 麺大将（平日11:00 - 21:30 / 土日祝9:00 - 21:30）
  - とん楽（8:00 - 21:30）
  - 天つるり（6:00 - 22:00）
  - タリーズコーヒー（平日7:00 - 20:00 / 土日祝6:00～22:00）
  - Natural Bread Bakery（6:00 - 20:00）

- スーベニアショップ （平日9:00～21:00 / 土日祝8:00～21:00）
- 食の駅　地産農産物直売所（平日9:00 - 20:00 / 土日祝8:00 - 20:00）
- ミニストップ（24時間）
  - キャッシュコーナー（イオン銀行）
- ベビーコーナー
- ハイウェイ情報ターミナル

## 隣
E14 京葉道路
(5)花輪IC - (6)幕張IC - 幕張PA - (7)武石IC - (7‐1)宮野木JCT/千葉西TB